# ميونخ 72
منظمة ميونخ 72 هي المنظمة التي انشائها ضابط الموساد الإسرائيلي داني ياتوم عندما كان في مدينة طرابلس (لبنان) متنكرا بجواز سفر ألماني مزور تحت اسم اورلخ لوسبرخ ودبر عملية خطفه عندما اتفق مع أربعة لبنانيين إضافة إلى خطيبته لتنفيذ سيناريو خطف نفسه والصاق التهمة بالفدائيين الفلسطينيين في محاولة منه لتوريط القيادي الفلسطينى سعيد السبع انه وراء عملية الخطف الا ان يقظة الفدائيين الفلسطينيين والحكومة اللبنانية ادت إلى احباط هذا المخطط فتم اعتقال داني ياتوم (اورلخ لوسبرخ) بتاريخ 11 يوليو 1973 في حقل العزيمة شمال لبنان على يد الضابط اللبناني عصام أبو زكي قائد شرطة مدينة طرابلس في ذلك الوقت.

## مداهمة حقل العزيمة
بعد الاعترافات التي أدلى بها عبد العزيز الغزاوي، قام النقيب عصام أبو زكي بمداهمة اورلخ لوسبرخ في حقل العزيمة، والذي وجد معه سلاحا إضافة إلى منشورات تحمل اسم منظمة ميونخ 72، كما تبين أن داني ياتوم (اورلخ لوسبرخ) جند ثلاثة لبنانيين هم عبد العزيز الغزاوي وحسن توفيق الحسن وحميد بطرس فرح وذلك لخطف قنصل ألمانيا الغربية جول مسعد المقيم في شارع الجميزات بمدينة طرابلس (لبنان) إلا أن العملية فشلت بسبب أن زوجة القنصل لم تفتح لهم الباب وكان قد جهز بيانا يحمل اسم منظمة ميونخ 72 يتبنى فيها البيان عملية خطف نفسه في محاولة منه لإيهام الحكومة اللبنانية أن سعيد السبع وراء عملية الخطف بسبب تعاطي الحكومة الألمانية السلبي من الخاطفيين الفلسطينيين خلال تنفيذ عملية ميونخ 1972 الشهيرة والتي وقعت أثناء دورة الألعاب الأولمبية الصيفية 1972 كما كشفت التحقيقات التي أجراها النقيب عصام أبو زكي أن (اورلخ لوسبرخ) اسمه الحقيقي داني ياتوم قد تواصل مع بعض العناصر الفدائية في شمال لبنان محاولا اختراقهم إضافة إلى تدريب عدد منهم على لعبة الكراتيه كما زودهم ببيان سياسي توجيهي باسم منظمة ميونخ 72 يدعو فيه إلى تصفية جميع القيادات الفلسطينية التي تتبنى عمليات كميونخ مدعيا أن تلك العملية شوهت صورة العمل الفدائي في الخارج وخاصة في أوروبا مدعيا أنه مناصر كبير للشعب الفلسطيني ومؤيد لعدالة القضية الفلسطينية.

## أفلام
- ميونخ، 2005
- سيف جدعون، 1986
- 21 ساعة في ميونخ، 1976